# Echeveria wurdackii
Echeveria wurdackii är en fetbladsväxtart som beskrevs av Hutchison och Myron William Kimnach. Echeveria wurdackii ingår i släktet Echeveria och familjen fetbladsväxter. Inga underarter finns listade i Catalogue of Life.